# Ctenidium hastile
Ctenidium hastile är en bladmossart som beskrevs av Lindberg 1872. Ctenidium hastile ingår i släktet Ctenidium och familjen Hypnaceae. Inga underarter finns listade i Catalogue of Life.